# Maylandia aurora
Maylandia aurora és una espècie de peix de la família dels cíclids i de l'ordre dels perciformes.

## Descripció
El mascle fa 8,7 cm de llargària màxima; és blau amb la gola, l'opercle, el ventre i les aletes dorsal i pelvianes de color groc; pot presentar o no bandes blaves més fosques al llarg del cos i l'aleta caudal pot exhibir o no el color groc. La femella en fa 8 i la seua coloració val del bronze al gris blavós i sense franges grogues.

## Reproducció
La femella és una incubadora bucal: pon entre 40 i 70 ous, se'ls fica a la boca immediatament després de la posta, els incuba durant 18-21 dies (període en què deixa d'alimentar-se) i els alevins es desclouen amb una mida d'1-2 cm de longitud.

## Alimentació
Menja algues i plàncton. El seu nivell tròfic és de 2.

## Hàbitat i distribució geogràfica
És un peix d'aigua dolça (pH entre 7,5 i 8,5), demersal (entre 2 i 12 m de fondària) i de clima tropical (24 °C-26 °C; 12°S-15°S), el qual viu a l'Àfrica oriental: és un endemisme de les aigües poc fondes (nombrós entre 2-5 m de profunditat i absent a partir dels 8) i dels substrats rocallosos i sorrencs del llac Malawi (Malawi i Moçambic).

## Costums
Els mascles, territorials durant tot l'any, excaven un niu en forma de túnel en el fons sorrenc i a prop d'alguna roca perquè la femella hi pugui fresar. Les femelles, els joves i els mascles adults no reproductors ni territorials són solitaris o formen grups de fins a 30 exemplars (de vegades, amb Cynotilapia afra i Maylandia zebra).

## Estat de conservació
Les seues principals amenaces són la pesca de subsistència, la sedimentació i les captures per als mercats internacionals de peixos ornamentals.

## Observacions
És inofensiu per als humans, una espècie present en aquariofília, i la seua longevitat és de 10 anys o més.